# Приволшк
Приволшк (рус. Приволжск) град је у Русији у Ивановској области.

## Становништво
| 1939.  | 1959.  | 1970.  | 1979.  | 1989.  | 2002.  | 2010.  |
| ------ | ------ | ------ | ------ | ------ | ------ | ------ |
| 14.669 | 18.723 | 19.771 | 20.363 | 20.680 | 18.385 | 16.749 |